# シェール・ロイド
シェール・ロイド（Cher Lloyd,1993年7月28日 -  ）は、イギリスの歌手。「Xファクター」の第7シーズンに出場し、サイモン・コーウェルのレーベルであるSyco Musicと契約した。 

## 略歴
イングランドのウスターシャーにて生まれる。学校では、パフォーミング・アーツを学んだ。2011年のデビュー曲「Swagger Jagger／スワッガー・ジャガー」が全英1位、イギリスでの人気を受け、2012年「Want U Back／ウォント・ユー・バック」で全米でもデビューした。全米デビュー曲のウォント・ユー・バックは、ダブル・プラチナを記録する大ヒット。USバージョンは、スヌープ・ドッグが編曲を担当した。
2012年1月にヘアメイクアーティストとの婚約を発表、2年に渡る交際を経て2013年11月にその相手と結婚した。

## ディスコグラフィー

### アルバム
| 年     | 作品名                                              | 全英チャート | 全世界セールス |
| ------ | --------------------------------------------------- | ------------ | -------------- |
| 2011年 | Sticks and Stones／スティックス・アンド・ストーンズ | 4位          |                |
| 2014年 | Sorry I'm Late／ソーリー・アイム・レイト            | 21位         |                |

## ツアー
- 2012年: Sticks and Stones Tour
- 2013年: I wish Tour